# Особняк на вулиці Грушевського, 97 (Хмельницький)
Особняк на вулиці Грушевського, 97 (місто Хмельницький) — житловий будинок рубежу XIX–XX століть. Пам'ятка архітектури місцевого значення.

## Історія
Особняк є цікавим зразком забудови Проскурова наприкінці XIX — початку XX ст. та має цінність як частина історичного середовища району особняків, що сформувався в місті в районі вул. Комерційної (нині Грушевського) та Старобульварної (нині Гагаріна та Червоноармійська).
Нині тут міститься один з відділів УМВС.

## Архітектура
Двоповерховий, цегляний, тинькований, у плані прямокутний. Витриманий у стилі модерн. На головному фасаді виокремлюється ризаліт, другий поверх якого має велике напівциркульне вікно та увінчує трикутний фронтон з оригінальним дерев'яним карнизом, що прикрашено схожим на штурвал колесом. На правому фланзі головного фасаду прибудований парадний вхід під двоскатним дахом. Деталі декору фасаду підкреслено пофарбуванням.